# Bald Hills
Bald Hills är en förort till Brisbane i Australien. Den ligger i kommunen Brisbane och delstaten Queensland, omkring 16 kilometer norr om centrala Brisbane. Antalet invånare är 5 965.